# Е. Х. Кар
Едвард Халет "Тед" Кар (енгл. Edward Hallett "Ted" Carr; 28. јун 1892. - 3. новембар 1982) је био британски историчар, дипломата, новинар и међународних односа, као и противник емпиризма у оквиру историографије.
Кар је најбоље знан због своје историје Совјетског Савеза од 14 тома, где је приказао совјетску историју од 1917. године до 1929. године. Такође, познат је и по свог писања о међународним односима и књиге Двадесетогодишња криза (The Twenty Years' Crisis) и књиге Шта је историја? (What Is History?) у којој представио историографске принципе које одбацују традиционалне историјске методе и праксе.
Едуковао се у Мерчант Тејлорс школи у Лондону и на Тринити колеџу у Кембриџу. Кар је своју дипломатску каријеру започео 1916. године, а три године касније је учествовао у Париској мировној конференцији као члан британске делегације. Како је све више био преокупиран студијама међународних односа и Совјетског Савеза, дао је отказ 1936. године у Министарству спољних послова УК-а како би започео академску каријеру. Од 1941. до 1946. године, Кар је радио као асистент уредника Тајмса, где је био познат по својим едиторијалима у којима је пропагирао стварање агло-совјетског савеза на основама постратовског реда. Након тога, Кар је радио на делу од 14 тома које се бавило совјетском историјом названом Историја Совјетске Русије (A History of Soviet Russia). На овом делу је радио све до своје смрти 1982. године.
Контантно заузимајући леве ставове током своје каријере, Кар је себе доживљавао као теоретичара који ће псотавити основе за нови светски поредак.

## Изабрана дела
- ' 1982.